# Бокс на літніх Олімпійських іграх 1968
Змагання з боксу на літніх Олімпійських іграх 1968 проходили з 13 жовтня по 26 жовтня. Було розіграно 11 комплектів нагород. 

## Медалі

### Загальний залік
| Місце | Країна            | Золото | Срібло | Бронза | Загалом |
| ----- | ----------------- | ------ | ------ | ------ | ------- |
| 1     | СРСР              | 3      | 2      | 1      | 6       |
| 2     | США               | 2      | 1      | 4      | 7       |
| 3     | Мексика           | 2      | 0      | 2      | 4       |
| 4     | Польща            | 1      | 2      | 2      | 5       |
| 5     | НДР               | 1      | 0      | 0      | 1       |
| 5     | Велика Британія   | 1      | 0      | 0      | 1       |
| 5     | Венесуела         | 1      | 0      | 0      | 1       |
| 8     | Куба              | 0      | 2      | 0      | 2       |
| 9     | Південна Корея    | 0      | 1      | 1      | 2       |
| 9     | Румунія           | 0      | 1      | 1      | 2       |
| 9     | Уганда            | 0      | 1      | 1      | 2       |
| 12    | Камерун           | 0      | 1      | 0      | 1       |
| 13    | Болгарія          | 0      | 0      | 2      | 2       |
| 14    | Аргентина         | 0      | 0      | 1      | 1       |
| 14    | Бразилія          | 0      | 0      | 1      | 1       |
| 14    | Фінляндія         | 0      | 0      | 1      | 1       |
| 14    | Італія            | 0      | 0      | 1      | 1       |
| 14    | Японія            | 0      | 0      | 1      | 1       |
| 14    | Кенія             | 0      | 0      | 1      | 1       |
| 14    | Західна Німеччина | 0      | 0      | 1      | 1       |
| 14    | Югославія         | 0      | 0      | 1      | 1       |

### Медалісти
| Event                  | Золото                                | Срібло                           | Бронза                                |
| ---------------------- | ------------------------------------- | -------------------------------- | ------------------------------------- |
| До 48 кг докладніше    | Франциско Родрігес · Венесуела (VEN)  | Чі Єн Джу · Південна Корея (KOR) | Губерт Скшипчак · Польща (POL)        |
| До 48 кг докладніше    | Франциско Родрігес · Венесуела (VEN)  | Чі Єн Джу · Південна Корея (KOR) | Харлан Марблі · США (USA)             |
| До 51 кг докладніше    | Рікардо Дельгадо · Мексика (MEX)      | Артур Олех · Польща (POL)        | Сервіліо Де Олівейра · Бразилія (BRA) |
| До 51 кг докладніше    | Рікардо Дельгадо · Мексика (MEX)      | Артур Олех · Польща (POL)        | Лео Рвабвого · Уганда (UGA)           |
| До 54 кг докладніше    | Валеріан Соколов · СРСР (URS)         | Ерідаді Мукванга · Уганда (UGA)  | Ейдзі Моріока · Японія (JPN)          |
| До 54 кг докладніше    | Валеріан Соколов · СРСР (URS)         | Ерідаді Мукванга · Уганда (UGA)  | Чан Гю Чхоль · Південна Корея (KOR)   |
| До 57 кг докладніше    | Антоніо Рольдан · Мексика (MEX)       | Альберт Робінсон · США (USA)     | Філіп Варуінге · Кенія (KEN)          |
| До 57 кг докладніше    | Антоніо Рольдан · Мексика (MEX)       | Альберт Робінсон · США (USA)     | Іван Михайлов · Болгарія (BUL)        |
| До 60 кг докладніше    | Ронні Гарріс · США (USA)              | Юзеф Грудзень · Польща (POL)     | Звонимир Вуїн · Югославія (YUG)       |
| До 60 кг докладніше    | Ронні Гарріс · США (USA)              | Юзеф Грудзень · Польща (POL)     | Калістрат Куцов · Румунія (ROU)       |
| До 63,5 кг докладніше  | Єжі Кулей · Польща (POL)              | Енріке Регуейферос · Куба (CUB)  | Арто Нільссон · Фінляндія (FIN)       |
| До 63,5 кг докладніше  | Єжі Кулей · Польща (POL)              | Енріке Регуейферос · Куба (CUB)  | Джеймс Воллінгтон · США (USA)         |
| До 67 кг докладніше    | Манфред Вольке · НДР (GDR)            | Жозеф Бессала · Камерун (CMR)    | Маріо Гуільйоті · Аргентина (ARG)     |
| До 67 кг докладніше    | Манфред Вольке · НДР (GDR)            | Жозеф Бессала · Камерун (CMR)    | Володимир Мусалінов · СРСР (URS)      |
| До 71 кг докладніше    | Борис Лагутін · СРСР (URS)            | Роландо Гарбей · Куба (CUB)      | Джон Болдуін · США (USA)              |
| До 71 кг докладніше    | Борис Лагутін · СРСР (URS)            | Роландо Гарбей · Куба (CUB)      | Майєр Гюнтер · ФРН (FRG)              |
| До 75 кг докладніше    | Кріс Фіннеган · Велика Британія (GBR) | Олексій Кисельов · СРСР (URS)    | Агустін Сарагоса · Мексика (MEX)      |
| До 75 кг докладніше    | Кріс Фіннеган · Велика Британія (GBR) | Олексій Кисельов · СРСР (URS)    | Альфред Джонс · США (USA)             |
| До 81 кг докладніше    | Дан Позняк · СРСР (URS)               | Йон Моня · Румунія (ROU)         | Георгій Станков · Болгарія (BUL)      |
| До 81 кг докладніше    | Дан Позняк · СРСР (URS)               | Йон Моня · Румунія (ROU)         | Станіслав Драган · Польща (POL)       |
| Понад 81 кг докладніше | Джордж Форман · США (USA)             | Йонас Чепуліс · СРСР (URS)       | Джорджо Бамбіні · Італія (ITA)        |
| Понад 81 кг докладніше | Джордж Форман · США (USA)             | Йонас Чепуліс · СРСР (URS)       | Хоакін Роча · Мексика (MEX)           |